# Banjarwaru (Nusawungu)
Banjarwaru is een bestuurslaag in het regentschap Cilacap van de provincie Midden-Java, Indonesië. Banjarwaru telt 4282 inwoners (volkstelling 2010).